# Petrophila fluviatilis
Petrophila fluviatilis is een vlinder uit de familie van de grasmotten (Crambidae), uit de onderfamilie van de Acentropinae. De wetenschappelijke naam van deze soort is voor het eerst gepubliceerd in 1830 door Lansdown Guilding.
De soort is ontdekt in Saint Vincent en de Grenadines.